# Championnats d'Europe de VTT 2013
Navigation
Édition précédente Édition suivante
Les championnats d'Europe de VTT 2013 ont lieu du 20 au 23 juin à Berne en Suisse. Ils sont organisés par l'Union européenne de cyclisme et concernent deux disciplines : le cross-country et le cross-country eliminator.

## Résultats

### Cross-country
| Épreuves               | Or                                                                             | Argent                                                        | Bronze                                                    |
| ---------------------- | ------------------------------------------------------------------------------ | ------------------------------------------------------------- | --------------------------------------------------------- |
| Hommes                 | Julien Absalon                                                                 | Nino Schurter                                                 | Marco Aurelio Fontana                                     |
| Femmes                 | Tanja Žakelj                                                                   | Eva Lechner                                                   | Maja Włoszczowska                                         |
| Hommes moins de 23 ans | Jordan Sarrou                                                                  | Jens Schuermans                                               | Hugo Drechou                                              |
| Femmes moins de 23 ans | Yana Belomoyna                                                                 | Jenny Rissveds                                                | Helen Grobert                                             |
| Hommes juniors         | Lukas Baum                                                                     | Gioele Bertolini                                              | Niels Rasmussen                                           |
| Femmes juniors         | Malene Degn                                                                    | Sofia Wiedenroth                                              | Alessandra Keller                                         |
| Relais mixte           | Italie Marco Aurelio Fontana Gioele Bertolini Eva Lechner Gerhard Kerschbaumer | Suisse Reto Indergand Dominic Grab Jolanda Neff Nino Schurter | Tchéquie Jan Nesvadba Jan Vastl Kateřina Nash Ondřej Cink |

### Cross-country eliminator
| Épreuves | Or                | Argent             | Bronze            |
| -------- | ----------------- | ------------------ | ----------------- |
| Hommes   | Daniel Federspiel | Miha Halzer        | Sepp Freiburghaus |
| Femmes   | Jenny Rissveds    | Kathrin Stirnemann | Ramona Forchini   |